# Младен Ољача
Младен Ољача (Деветаци, 10. октобар 1926 — Београд, 10. јануар 1994) био је српски књижевник.

## Живот
Рођен је 1926. године у селу Деветаци у близини Босанског Новог (данас Нови Град). Његово сиромашно дјетињство прекинуо је рат. Одмах по избијању устанка, као петнаестогодишњак, ступио је у Народноослободилачку борбу, а већ сљедеће, 1942. постао је члан Комунистичке партије Југославије (КПЈ).
Рат и револуција пресудно су утицали на Ољачино људско и стваралачко опредјељење. Његова личност обједињава прегалаштво политичког радника, борца за даљи самоуправни преображај друштва и активизам умјетника који је своје дјело испунио хуманим идеалима ослобођенога човјека.
Књижевним радом бавио се од 1947. Објавио је више књига приповједака ("Шапат борова"), романа ("Три живота“ „Црне секире“, „После поноћи“, „Молитва за моју браћу“, „Развалина“, „Нађа“, „Козара“), те репортажа ("Сусрети у земљи октобра") и расправа ("Култура и политика"). Ољачина дјела су преведена на двадесет и четири језика. Умро је 10. јануара 1994. године у Београду.
Године 1971. добио је за роман "Козара" награду Савеза бораца Југославије као најбоље књижевно дело о рату и револуцији.
Добитник је и бројних других награда и признања: Златне плакете Босанског Новог, Приједора и Градачца, награде Удружења књижевника Србије за роман "Молитва за моју браћу", награде Удружења књижевника БиХ за животно дело, 27. јулске награде СР БиХ, Златне арене пулског филмског фестивала за сценарио, и награде ЗАВНО БиХ-а, највећег признања у БиХ за допринос развоју републике.